# بارت مندوزا
بارت مندوزا (بالإنجليزية: Bart Mendoza)‏ هو كاتب أغاني وصحفي أمريكي، ولد في 5 سبتمبر 1962.

## وصلات خارجية
- الموقع الرسمي